# Sinularia megalosclera
Sinularia megalosclera is een zachte koraalsoort uit de familie Alcyoniidae. De koraalsoort komt uit het geslacht Sinularia. Sinularia megalosclera werd in 1987 voor het eerst wetenschappelijk beschreven door Alderslade. 